# 单独两孩
单独两孩，又称单独二孩、单独二胎，即一方是独生子女的夫妇可生育两个孩子，是中国大陆的一项计划生育政策。2013年11月，中共中央决定启动实施单独两孩政策。2014年1月起，各省陆续实施政策，多数省份在3月实施。单独两孩政策的影响大大低于官方预期，2015年出生人口不增反降。原為長期政策的单独两孩，沒多久後单独两孩政策就被更为宽松的全面两孩政策取代，在2016年1月全面两孩政策立即施行。

## 背景
1980年起，除部分少数民族和部分边疆地区农村实行更宽松的政策，一胎化政策在全国城乡陆续推行。1982年2月，中共中央、国务院发布指示要求“农村普遍提倡一对夫妇只生育一个孩子，某些群众确有困难要求生二胎的，经过审批可以有计划地安排”。此后，许多省份实施了农村男到独女家落户可生两孩以及农村双独两孩等政策。1983年，天津率先实施农村单独两孩政策。
1984年4月，中共中央批转的文件中提出“1982年规定了农村有十种情况可以生二胎……我们考虑再增加几项”。此后，多数省份实行了双独两孩政策，即双方都是独生子女的夫妇可以生育两个孩子。截至2011年，双独两孩政策已在全国施行。
1984年起，辽宁、安徽、上海、江苏陆续实行了农村单独两孩政策；黑龙江、广西实行了城乡一致的单独两孩政策，但几年后又取消。2002年，吉林和福建实行了农村单独两孩政策。至此，已有七省市实行农村单独两孩。另有六省区实行更为宽松的农村生育政策：云南、青海、海南、宁夏、新疆实行农村两孩（其中云南、青海限困难户），西藏农牧区提倡不超过三孩。
随着主要針對漢族人口的计划生育工作的开展，中国的生育率迅速下降，1990年代初降低到世代更替水平以下。2000年人口普查生育率为1.22，2010年人口普查生育率为1.18，已达世界最低水平，仅为世界平均水平的一半。
进入2010年代，极低生育率带来的少子化人口结构问题日益凸显。2011年起劳动年龄人口逐年下降，2013年比2011年下降572万人。

## 实施过程
早在2004年4月，多位专家就联名签署《关于调整我国生育政策的建议》并报送中央和国家人口计生委，建议“从2005年开始，允许夫妇双方中一方为独生子女的家庭生育2个孩子。”2009年1月，多位专家联名签署《关于调整我国生育政策的再建议》，强调“调整生育政策不容迟缓”。
2010年1月6日，国家人口计生委下发的《国家人口发展“十二五”规划思路（征求意见稿）》提出“稳妥开展实行‘夫妻一方为独生子女的家庭可以生育第二个孩子’的政策试点工作。”当时的计划是分省份放开，到2015年实现全国放开单独两孩。2011年，政策接近成熟，广东等省份明确表示希望成为试点省份。但由于种种原因，政策最终被搁置。
2013年11月12日，中国共产党第十八届中央委员会第三次全体会议审议通过《中共中央关于全面深化改革若干重大问题的决定》。11月15日公布的决定全文第46条第三段提出：“坚持计划生育的基本国策，启动实施一方是独生子女的夫妇可生育两个孩子的政策，逐步调整完善生育政策，促进人口长期均衡发展。”
2013年12月21日，中共中央、国务院印发《关于调整完善生育政策的意见》（中发[2013]15号），要求“各省（自治区、直辖市）人民政府在全面评估当地人口形势、计划生育工作基础及政策实施风险的情况下，制定单独两孩政策实施方案，报国务院主管部门备案，由省级人民代表大会或其常委会修订地方性法规或作出规定，依法组织实施”。12月28日，第十二届全国人民代表大会常务委员会第六次会议通过《关于调整完善生育政策的决议》，“同意启动实施一方是独生子女的夫妇可生育两个孩子的政策”，要求“各省、自治区、直辖市人民代表大会或者其常务委员会……结合本地实际情况，及时修改相关地方性法规或者作出规定”。2014年1月2日，国家卫生计生委审议通过了《关于贯彻落实<中共中央国务院关于调整完善生育政策的意见>的通知》，并于1月8日下发（国卫指导发[2014]1号），提出“……低生育水平长期稳定……等各方面条件比较成熟的省（区、市），可先行启动实施单独两孩政策”，要求“高度重视、积极应对可能出现的出生堆积、放松管理等风险”。
2014年1月17日，浙江省人民代表大会常务委员会公布《关于修改〈浙江省人口与计划生育条例〉第十九条的决定》，成为首个实施单独两孩政策的省份。此后各省、自治区、直辖市相继修改人口与计划生育条例，实施单独两孩政策。陕西、青海、辽宁、湖南、云南、宁夏通过《关于调整完善生育政策的决议》，在条例修改前先行实施单独两孩政策。截至3月底，已有21省份实施单独两孩政策。6月3日，河南实施单独两孩政策，成为除西藏、新疆以外最后实施该政策的内地省份。9月17日，西藏自治区政府印发通知，下发单独两孩政策实施方案。新疆2014年放开单独两孩，具体日期不详，但新疆部分地区5月已实施单独两孩政策。
2014年5月16日，国家卫生计生委办公厅作出《关于实施单独两孩政策有关问题的答复意见》（国卫办指导函[2014]419号），对独生子女的界定、再婚夫妇的生育政策等问题做出了说明。该意见要求“在党的十八届三中全会决定公布之后，省级人大常委会作出决定实施单独两孩政策或地方条例修订公布之前，单独夫妇违法再生育第二个子女的，立足于批评教育，原则上不作实质性处理。”
2014年截至年底，有92万对夫妇提出‘单独二孩’申请并获批，占符合条件总量的8.3%。另据国家卫生和计划委员会2014年12月的数据统计，全国符合政策规定条件的共有1100万对夫妇，仅有70万对提出申请，平均申请率仅为6%。

### 各地实施时间表
| 排序 | 地区             | 农村单独两孩实施时间                                                   | 单独两孩实施时间（2014年）              | 政策依据（各地人口与计划生育条例从略）                                                                             |
| ---- | ---------------- | ---------------------------------------------------------------------- | --------------------------------------- | --- |
| 1    | 浙江省           |                                                                        | 1月17日                                 | |
| 2    | 江西省           |                                                                        | 1月18日                                 | |
| 3    | 安徽省           | 1984年12月1日起                                                        | 1月23日                                 | 《安徽省实行计划生育若干规定》（1984年）                                                                           |
| 4    | 天津市           | 1983年初起                                                             | 2月14日                                 | 市政府《关于农村生育第二个子女的规定》（津政发[1983]28号）                                                         |
| 5    | 北京市           | 1984年10月1日至1991年5月31日 （限远郊区县）                            | 2月21日                                 | 市政府转发市计划生育委员会《关于生育第二个孩子的规定》（京政发[1984]104号）；《北京市计划生育条例》（1991年）      |
| 6    | 上海市           | 1990年8月1日                                                           | 3月1日                                  | 《上海市计划生育条例》（1990年）                                                                                   |
| 6    | 广西壮族自治区   |                                                                        | 3月1日 （1985年4月3日至1988年12月31日） | 自治区政府《关于贯彻执行国家计划生育政策的若干规定》（桂政发[1985]46号）；《广西壮族自治区计划生育条例》（1988年） |
| 6    | 陕西省           |                                                                        | 3月1日                                  | 省人大常委会《关于调整完善生育政策的决议》（2014年）                                                               |
| 9    | 四川省           |                                                                        | 3月20日                                 | |
| 10   | 重庆市           |                                                                        | 3月26日                                 | |
| 10   | 甘肃省           |                                                                        | 3月26日                                 | |
| 12   | 湖北省           |                                                                        | 3月27日                                 | |
| 12   | 广东省           | 1986年6月1日至1998年9月17日，农村普遍两孩                              | 3月27日                                 | 《广东省计划生育条例》（1986年，1998年）                                                                           |
| 12   | 青海省           | 农村困难户普遍两孩                                                     | 3月27日                                 | 省人大常委会《关于调整完善生育政策的决议》（2014年）                                                               |
| 15   | 辽宁省           | 1984年8月15日起                                                        | 3月28日                                 | 省计生委《关于生育政策的若干规定》（1984年）；省人大常委会《关于调整完善生育政策的决议》（2014年）                 |
| 15   | 吉林省           | 2002年11月1日起                                                        | 3月28日                                 | |
| 15   | 江苏省           | 1990年10月28日起                                                       | 3月28日                                 | 《江苏省计划生育条例》（1990年）                                                                                   |
| 15   | 湖南省           |                                                                        | 3月28日                                 | 省人大常委会《关于调整完善生育政策的决议》（2014年）                                                               |
| 15   | 云南省           | 农村困难户普遍两孩（大中城市的郊区、人口稠密或生态恶化地区从严）       | 3月28日                                 | 省人大常委会《关于调整完善生育政策的决议》（2014年）                                                               |
| 20   | 福建省           | 2002年9月1日起                                                         | 3月29日                                 | |
| 21   | 内蒙古自治区     |                                                                        | 3月31日                                 | |
| 22   | 黑龙江省         |                                                                        | 4月22日 （1984年8月2日至1990年1月31日） | 省委、省政府《黑龙江省计划生育若干规定》的补充规定（1984年）；《黑龙江省计划生育条例》（1989年）                   |
| 23   | 贵州省           |                                                                        | 5月18日                                 | |
| 24   | 宁夏回族自治区   | 农村普遍两孩                                                           | 5月28日                                 | 自治区人大常委会《关于调整完善生育政策的决议》（2014年）                                                           |
| 25   | 山西省           | 1987年1月1日至1999年9月30日                                            | 5月29日                                 | 省政府《关于继续认真贯彻〈关于计划生育的若干规定〉的通知》（晋政发[1986]101号）；《山西省计划生育条例》（1999年）  |
| 26   | 河北省           |                                                                        | 5月30日                                 | |
| 26   | 山东省           |                                                                        | 5月30日                                 | |
| 28   | 海南省           | 1986年6月1日起，农村普遍两孩 （1989年10月9日至2003年11月30日限困难户） | 6月1日                                  | 《广东省计划生育条例》（1986年）；《海南省计划生育条例》（1989年）                                                 |
| 29   | 河南省           |                                                                        | 6月3日                                  | |
|      | 中国人民解放军   |                                                                        | 7月1日（须符合女方户籍地规定）          | 《中国人民解放军计划生育条例》（2014年）                                                                           |
| 30   | 西藏自治区       | 农牧区提倡不超过三孩                                                   | 9月17日                                 | 自治区政府关于印发《西藏自治区“单独两孩”政策实施方案》的通知（2014年）                                             |
| 不详 | 新疆维吾尔自治区 | 农牧民普遍两孩                                                         | 不详（部分地区不晚于5月）               | |

## 影响
单独两孩政策实施之初，从2013年底到2014年6月，卫计委多次表示中国约有1500万到2000万个家庭符合单独两孩政策，其中60%希望生育第二个孩子，预计政策实施后几年出生人口每年增加200万人左右。在外交部吹风会上，中国人民大学翟振武表示，未来十余年，单独二孩政策将使中国多出2000多万人口。
然而由于申请人数过少，2014年7月，卫计委又将符合单独两孩政策的夫妇数量改为1100多万。截至2014年5月31日，在27个省份实施政策后，全国提出再生育申请的单独夫妇仅有27.16万对。2014年全年，提出再生育申请的单独夫妇仅有106.9万对。单独二孩申请中还包括单独政策之前就符合条件的情况。由于许多地方对已生育妇女有上环要求，很多人申请再生育只为取环或免于上环。即使在没有上环要求的地区，实际出生人数也远远低于申请数。学者预测，2015年单独二孩出生数不会超过50万人，大大低于官方预期。
根据统计公报，2013年出生1640万人，2014年出生1687万人，2015年出生1655万人。2014年比2013年仅多出生47万人，2015年出生人口则不增反降，远远没有达到官方预测的每年多出生200万人的效果。
针对二孩申请率极低的情况，梁建章等人指出，单独两孩政策对改变中国极低生育率现状是杯水车薪，全面放开生育刻不容缓，请卫计委不要再误导决策、曲解数据。易富贤等人认为，单独二孩实践表明目前的生育意愿已经很低，生育政策亟待继续放开。澎湃新闻发表社论，请官方不要再为计划生育狡辩。
2015年1月，全国21所高校及科研机构的39位学者联名签署《全面放开二孩生育、取消对公民的生育限制——对于调整我国生育政策的第三次建议》，并报送中央、全国人大并转国家卫计委。2015年3月，包括著名学者江平在内的50位法律学者联名向全国人大常委会和国务院提交建议书，建议尽快启动《人口与计划生育法》的全面修改，废除生育审批制度，取消社会抚养费制度，实现公民自主生育。

### 各地出生的单独二孩数
辽宁：辽宁省曾预测2015年、2016年每年多出生10至15万人，但实际上2014年全年仅批准17424份申请，2015年最多多生2万人。
重庆：记者从2016年重庆市卫生和计划生育工作会议了解到，去年重庆年申报单独再生育4.5万对，已生育3.39万对。
山西：自2014年5月29日启动“单独两孩”再生育政策至2015年12月31日，山西全省已有12383个家庭申领了单独两孩再生育服务证，审批数量占到同期全省再生育服务证审批数量（67285个）的18.40%，占到单独家庭总户数（51142户）的24.21%。其中，已有3534个家庭领证后生育了孩子，占到全省单独两孩再生育服务证申领总量的28.54%。
江苏：到去年底全省共受理单独两孩申请7.6万例，实际出生2.3万人。
贵州：去年，全省共有22420对符合条件的夫妇申请办理了两孩生育服务证，单独两孩出生数7479人
浙江：浙江“单独两孩”政策自2014年1月17日生效以来，截至2015年12月底，共有15.2万对单独夫妇提出再生育申请，其中已审批14.9万对，已出生7.4万人
安徽：通过实施“单独两孩”政策，安徽省有3.7万对夫妇申请单独两孩生育，其中已出生1.7万人。
四川：截止2015年全年审批通过单独两孩17.5万余例，出生9.5万余人。
广东：截至2015年11月30日，广东全省仅有16.2万对“单独夫妇”申请生育二孩，其中15.2万对夫妇获得批准，目前已出生约5万人。
天津：截至11月30日，已审批通过人员中已怀孕并出生近4000人。
吉林：21个月中，全省申请单独二孩指标的有14978个，但实际生育的，仅有4432人。
河南：河南省单独两孩政策于2014年6月3日开始实施。截止2015年11月30日，全省共受理单独二孩生育申请67999件，发证65003个，生育22008人；其中2015年1月至11月，共受理生育申请36797件，发证35600个，生育13791人。2015年，全省共受理单独两孩生育申请38927件，发证37919个，生育15312人，低于预期。
青海：截至目前全省累计申请单独两孩775户，审核批准771户，已出生孩子215名。
海南：2014年6月1日起，海南省实施“单独两孩”生育政策。截至2015年12月底，共有4299对单独夫妇申请生育第二个孩子，1397对夫妇已生育，1279名妇女正在怀孕